# Czarnowiec (Reszel)
Czarnowiec (deutsch Schwarzenberg) ist ein Ort in der polnischen Woiwodschaft Ermland-Masuren und gehört zur Gmina Reszel (Stadt- und Landgemeinde Rößel) im Powiat Kętrzyński (Kreis Rastenburg).

## Geographische Lage
Czarnowiec liegt in der nördlichen Mitte der Woiwodschaft Ermland-Masuren, drei Kilometer westlich der Stadt Reszel (deutsch Rößel) und 18 Kilometer südwestlich der Kreisstadt Kętrzyn (Rastenburg).

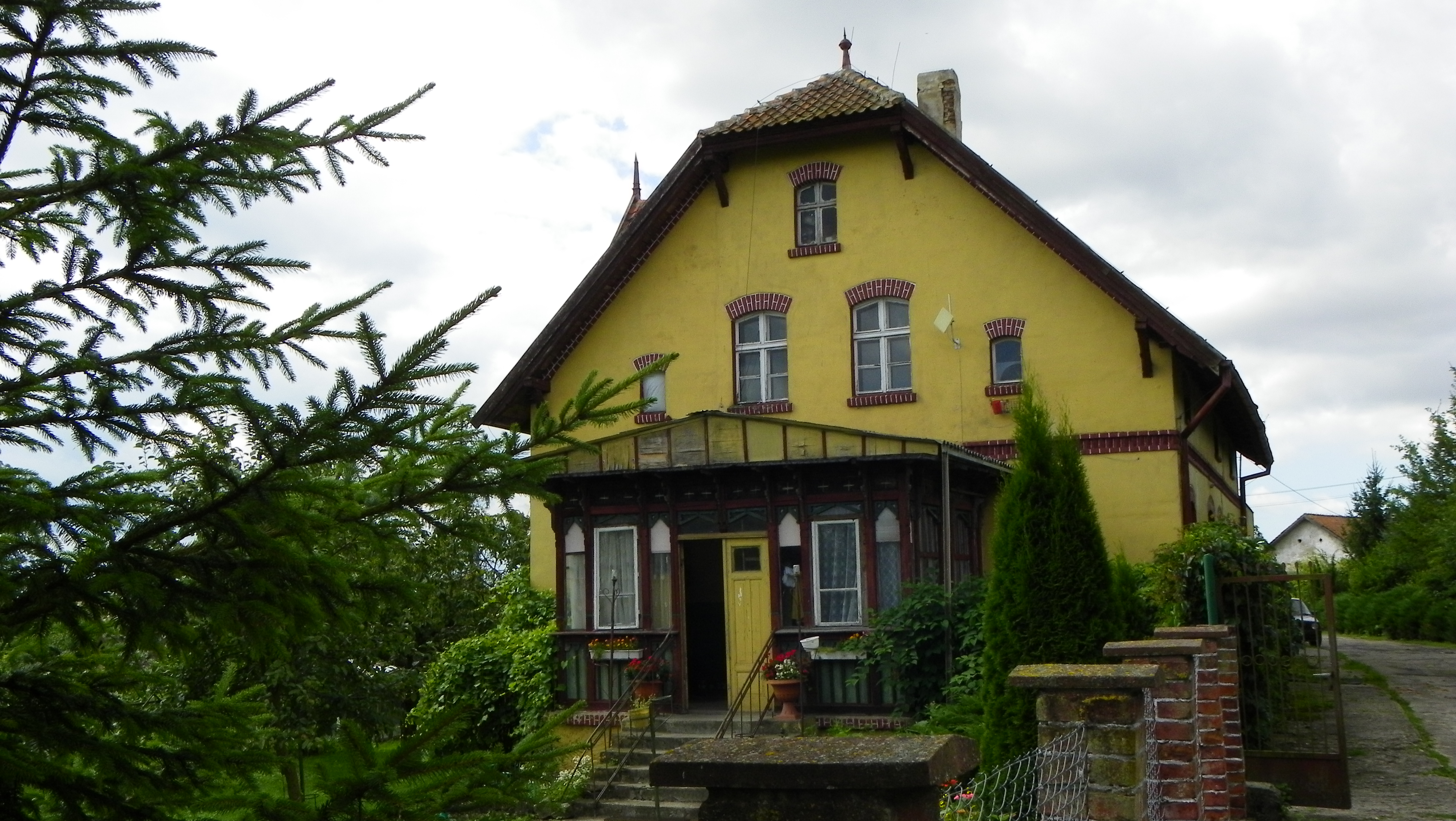
Das einstige Gutshaus Schwarzenberg in Czarnowiec

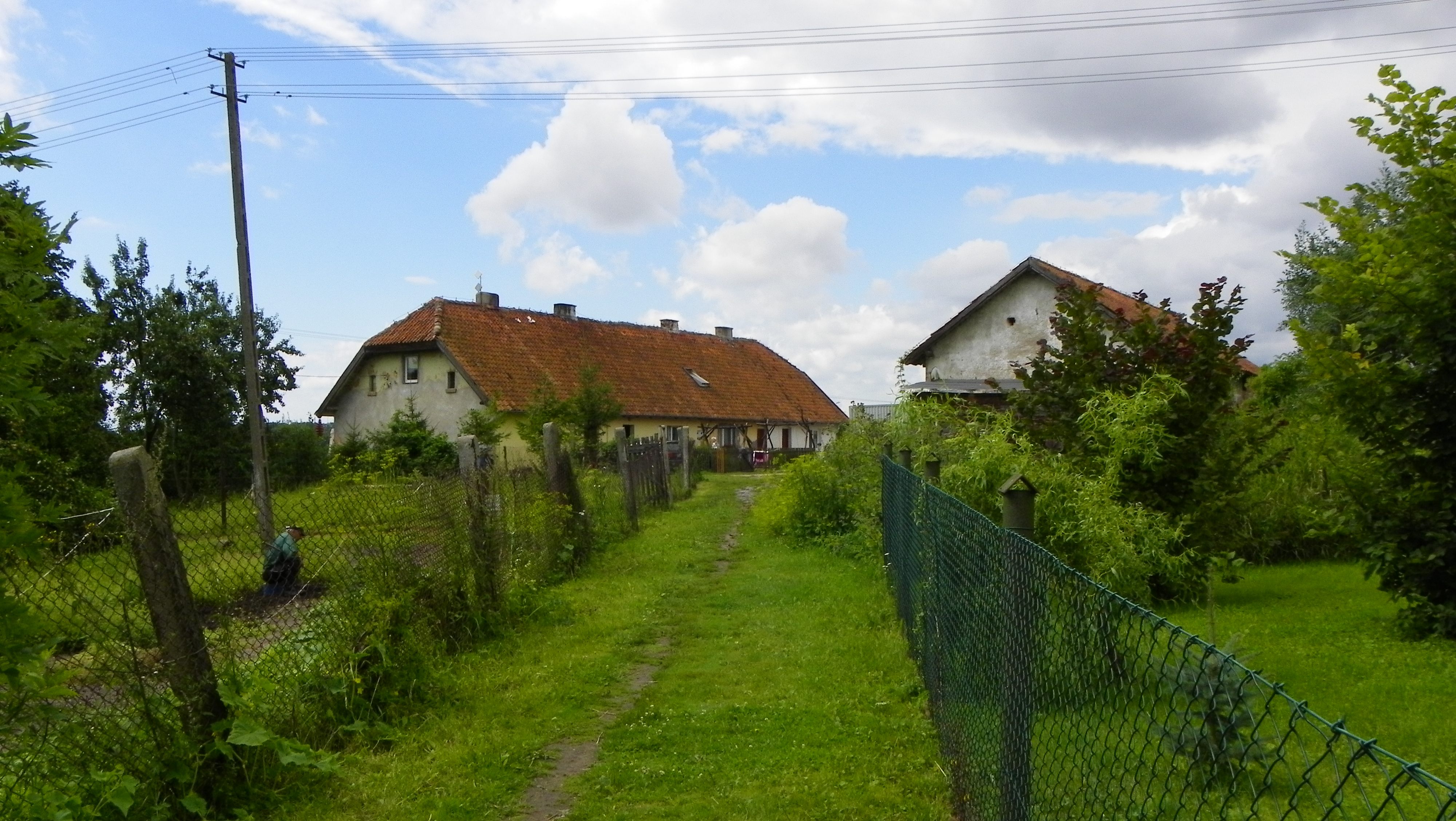
Frühere Nebengebäude des Guts

## Geschichte
Das einstige Schwarzenberg, früher auch Abbau Helbing genannt, bestand ursprünglich aus einem großen Hof und war ein zur Stadt Rößel (polnisch Reszel) – im gleichnamigen Kreis – gehörender Gutsort. Im Jahre 1860 wurde das Stadtgut von Mathilde Helbing angelegt. Die Gesamtfläche des Gutes betrug 119 Hektar, davon 60 Hektar Acker, 16 Hektar Wiesen, 42 Hektar Weiden und 1 Hektar Obst- und Hausgarten. Letzter Bewirtschafter vor 1945 waren Dipl.-Kolonialwirt Heinz Bachus († 1944) und seine Ehefrau Esther Maria geborene William. In Schwarzenberg waren 1885 = 34 und 1905 = 33 Einwohner registriert.
Im Jahr 1945 wurde das gesamte südliche Ostpreußen in Kriegsfolge an Polen überstellt. Davon war auch Schwarzenberg betroffen. Es erhielt die polnische Namensform „Czarnowiec“. Heute ist der Ort in die Stadt- und Landgemeinde Reszel (Rößel) im Powiat Kętrzyński (Kreis Rastenburg) eingegliedert, bis 1998 der Woiwodschaft Olsztyn, seither der Woiwodschaft Ermland-Masuren zugehörig.

## Kirche
Schwarzenberg war bis 1945 in die evangelische Kirche Rößel in der Kirchenprovinz Ostpreußen der Kirche der Altpreußischen Union sowie in die katholische Kirche St. Peter und Paul Rößel im damaligen Bistum Ermland eingepfarrt. Heute gehört Czarnowiec evangelischerseits zur Pfarrei Kętrzyn in der Diözese Masuren der Evangelisch-Augsburgischen Kirche in Polen. Katholischerseits besteht weiterhin die Verbindung zur Pfarrgemeinde in Reszel, nun aber dem Erzbistum Ermland zugeordnet.

## Verkehr
Czarnowiec liegt an der Woiwodschaftsstraße 594, die die beiden Kreisgebiete Bartoszyce (Bartenstein) und Kętrzyn (Rastenburg) miteinander verbindet. Eine Anbindung an den Schienenverkehr besteht nicht.